# Bildupplösning

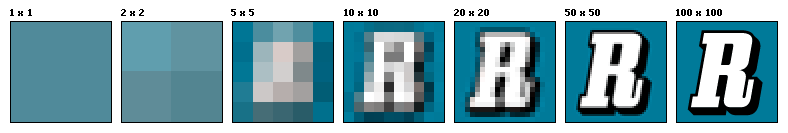
Jämförelse av bilder med olika bildupplösningar

Bildupplösning är ett begrepp som ofta används inom arbete med digitala bilder och tryckta bilder. 
Begreppet används också för digitala bildsensorer i digitala kameror. Upplösningen definieras då som antalet kvadratiska pixlar i en oftast rektangulär bildsensor.
En typisk fullformat 24 × 36 mm bildsensor kan till exempel ha en upplösning på 24 MP, eller 24 megapixel. Detta betyder 24 000 000 pixlar totalt i sensorn. Varje pixel är alltså (24 × 36/24000)^-2 = 6 µm × 6 µm eller 0,006 × 0,006 mm.
Tjockleken av ett hårstrå är minst 60 µm eller tio gånger större. Det ryms alltså cirka 80 sensorpixlar på änden av ett normalt hårstrå.    
Inom tryckeribranschen använder man måttet punkter per tum, ofta förkortat dpi efter engelska dots per inch. Ju fler punkter en bild innehåller per ytenhet, desto finare och mer skarpt tecknade detaljer kan den avbilda.
Det liknande begreppet skärmupplösning beskriver TV och datorskärmar. Se Skärmupplösning